# Sikyona
Sikyona (griechisch Σικυώνα [sikiˈɔna], (f. sg.), ältere Bezeichnung Sikyon Σικυών) ist eine Gemeinde im Norden der griechischen Halbinsel Peloponnes. Ihr Gemeindegebiet wurde zuletzt 2011 durch die Eingemeindung zweier Nachbargemeinden erheblich vergrößert. Die im Jahre 2011 22.794 Einwohner umfassende Gemeinde hat ihren Sitz in der Stadt Kiato (9812 Einwohner).

## Name und Verwaltungsgeschichte
Die Gemeinde ist nach der antiken Polis Sikyon benannt. Deren Überreste befinden sich etwa einen Kilometer westlich des Dorfes Vasiliko, das 1920 in Sikyon (Dimotiki Sikyona) umbenannt und zur Landgemeinde (Κοινότητα Σικυώνος Kinótita Sikyónos) erhoben wurde. Die weit größere Landgemeinde Kiato (Κοινότητα Κιάτου Kinótita Kiátou) an der Küste wurde anlässlich der Hochstufung zur Stadtgemeinde 1946 offiziell ebenfalls in Sikyon umbenannt (Δήμος Σικυώνος Dímos Sikyónos).
Bei der Umsetzung des Kapodistrias-Programms 1997 wurden diese beiden ‚Sikyones‘ mit weiteren 15 Landgemeinden zur neuen Stadtgemeinde Sikyon (Δήμος Σικυωνίων Dímos Sikyoníon, wörtlich ‚Gemeinde der Sikyoner‘) fusioniert, welches bei der Umsetzung des Kallikratis-Gesetzes 2011, als Stymfalia und Feneos eingemeindet wurden, der Gemeindename blieb.

## Geografie
Sikyona liegt am Golf von Korinth, rund 20 Kilometer nordwestlich der Stadt Korinth. Einem relativ kurzen Küstenstreifen bei Kiato steht ein tief ins Innere der Halbinsel greifendes Bergland gegenüber. Die schmale Küstenebene, in der der Gemeindebezirk Sikyona liegt, steigt nach Südwesten ins peloponnesische Bergland zunächst hügelig an. Weiter südwestlich befindet sich auf dem Gemeindegebiet mit dem Gipfel des Ziria (2374 m) die zweithöchste Erhebung der Peloponnes. Die Gemeindebezirke Feneos und Stymfalia liegen um zwei Hochebenen an der West- und Südflanke dieses Massivs und haben beide je ein Karstbecken (Polje) im Zentrum: Stymfalia (Ökosystem) und Feneos (Hochebene). Der einzige größere Fluss in der Gemeinde ist der Korinthische Asopos, der südlich von Kiato in den Korinthischen Golf mündet.
Auf städtisch besiedeltes Gebiet – vorwiegend in den Orten an der Küste – entfallen 6,025 km² (10 % der Gemeindefläche).

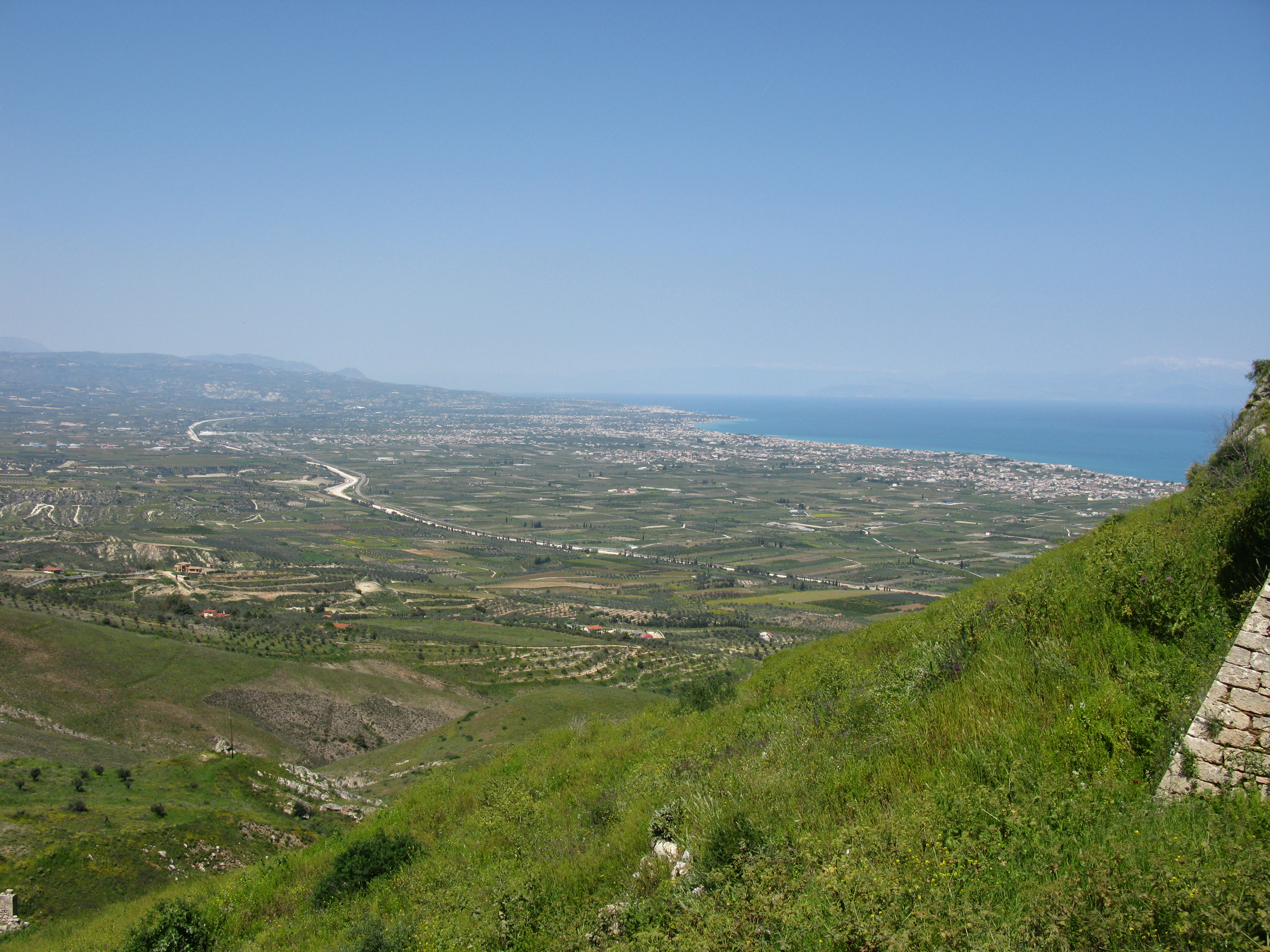
Blick auf die Küstenebene von der Akrokorinth, ganz im Hintergrund Kiato
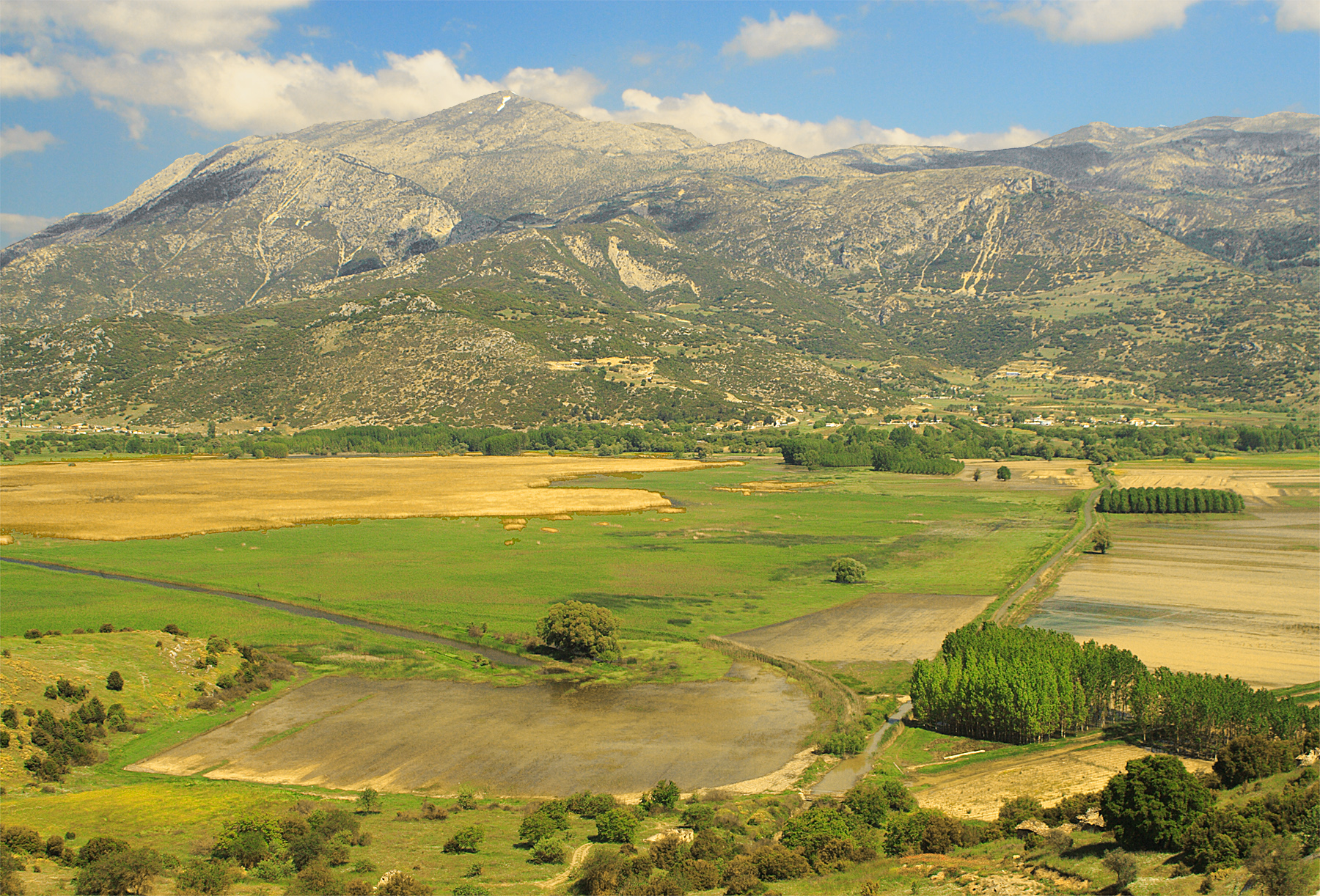
Blick von Stymfalia nach Norden auf den Ziria
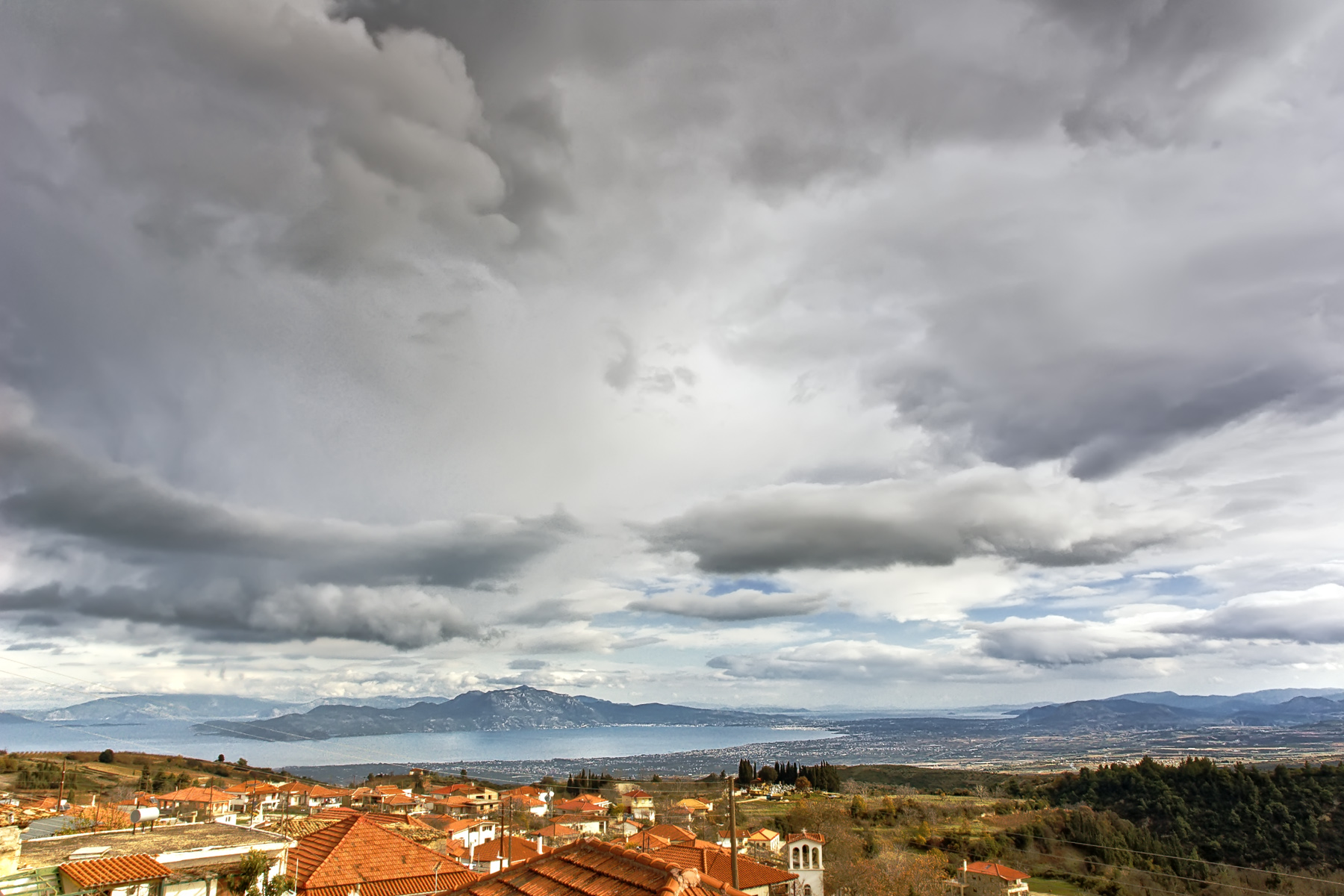
Blick von Kryoneri nach Osten
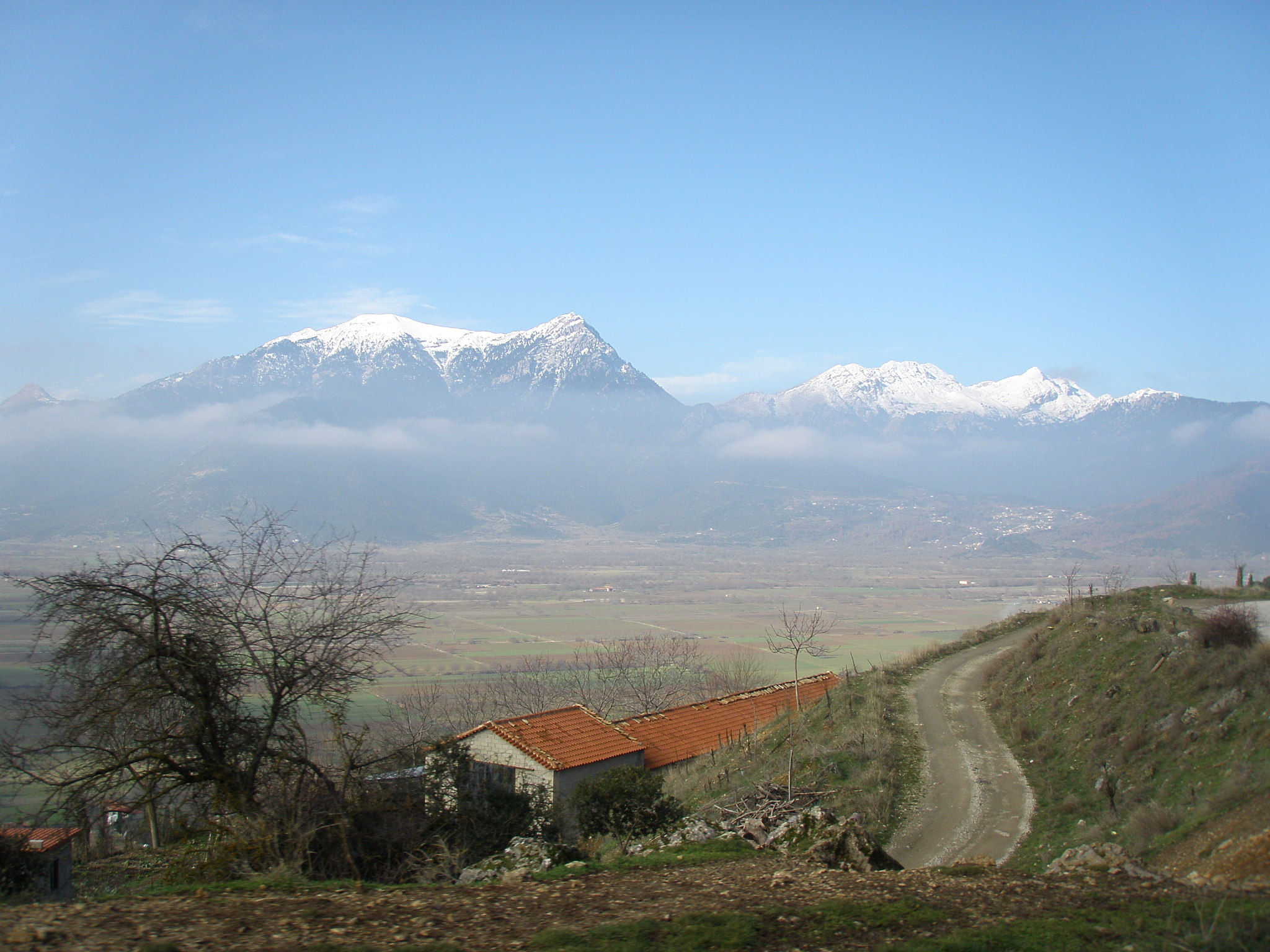
Feneos

## Sehenswürdigkeiten
Neben der Ausgrabungsstätte des antiken Sikyon ist die Akropolis der antiken Stadt Titanē ein weiteres Relikt aus antiker Zeit. Neben den Naturschönheiten der Berglandschaften findet sich in Kryoneri mit dem Kloster der Panagia Lechovas ein Zeugnis byzantinischer Kirchenbaukunst.

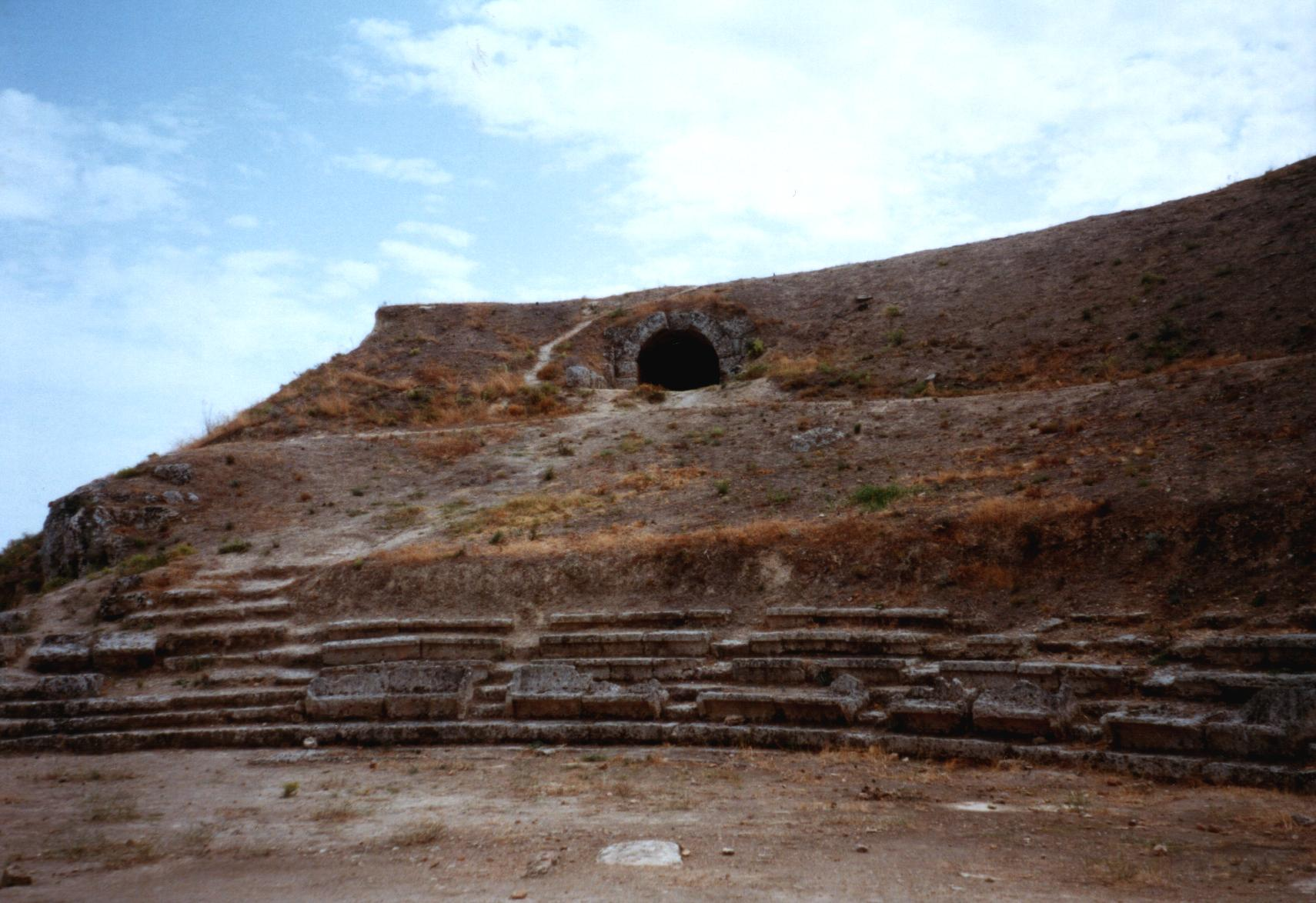
Das Theater des antiken Sikyon
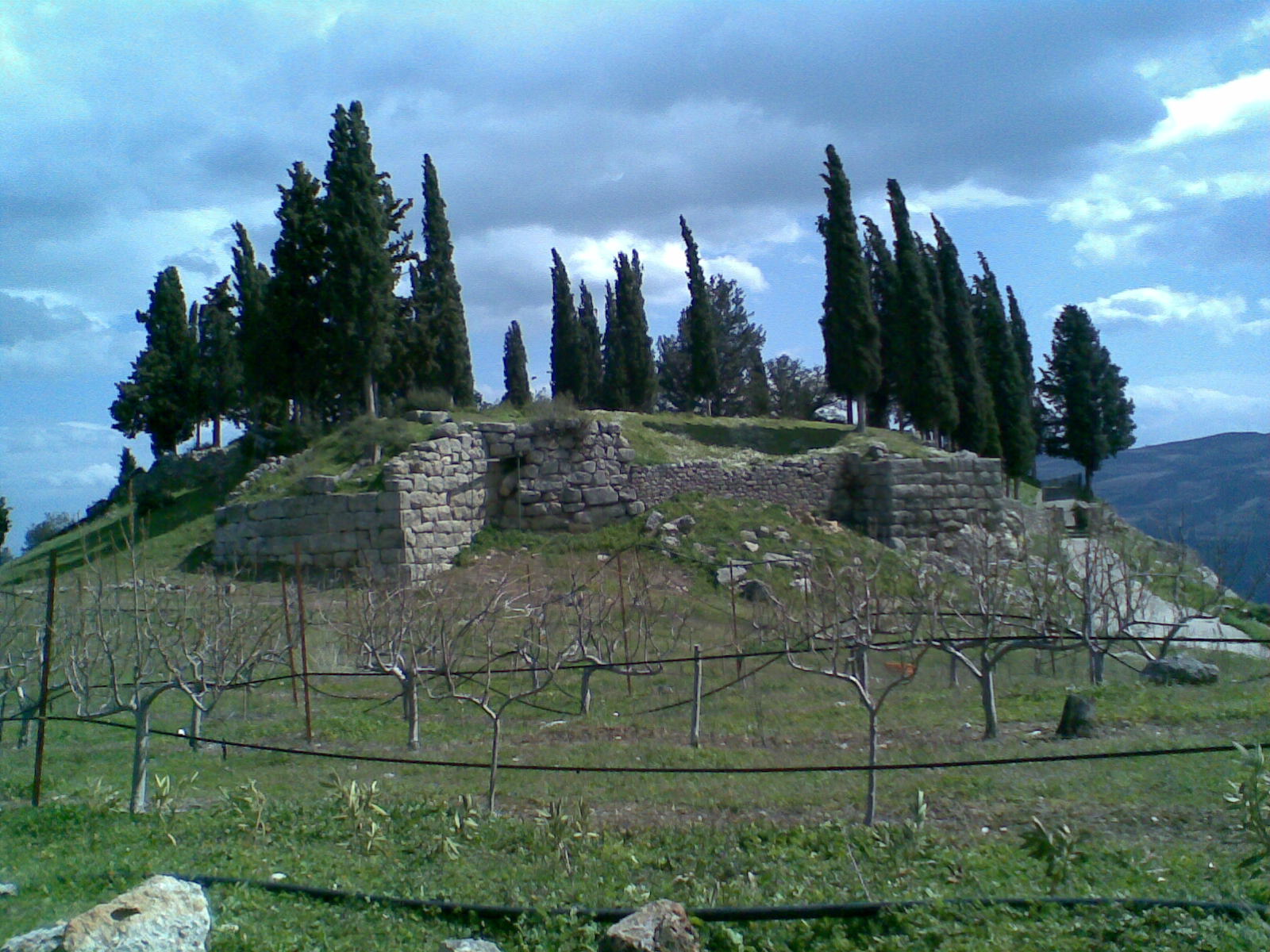
Die Akropolis des antiken Titanē
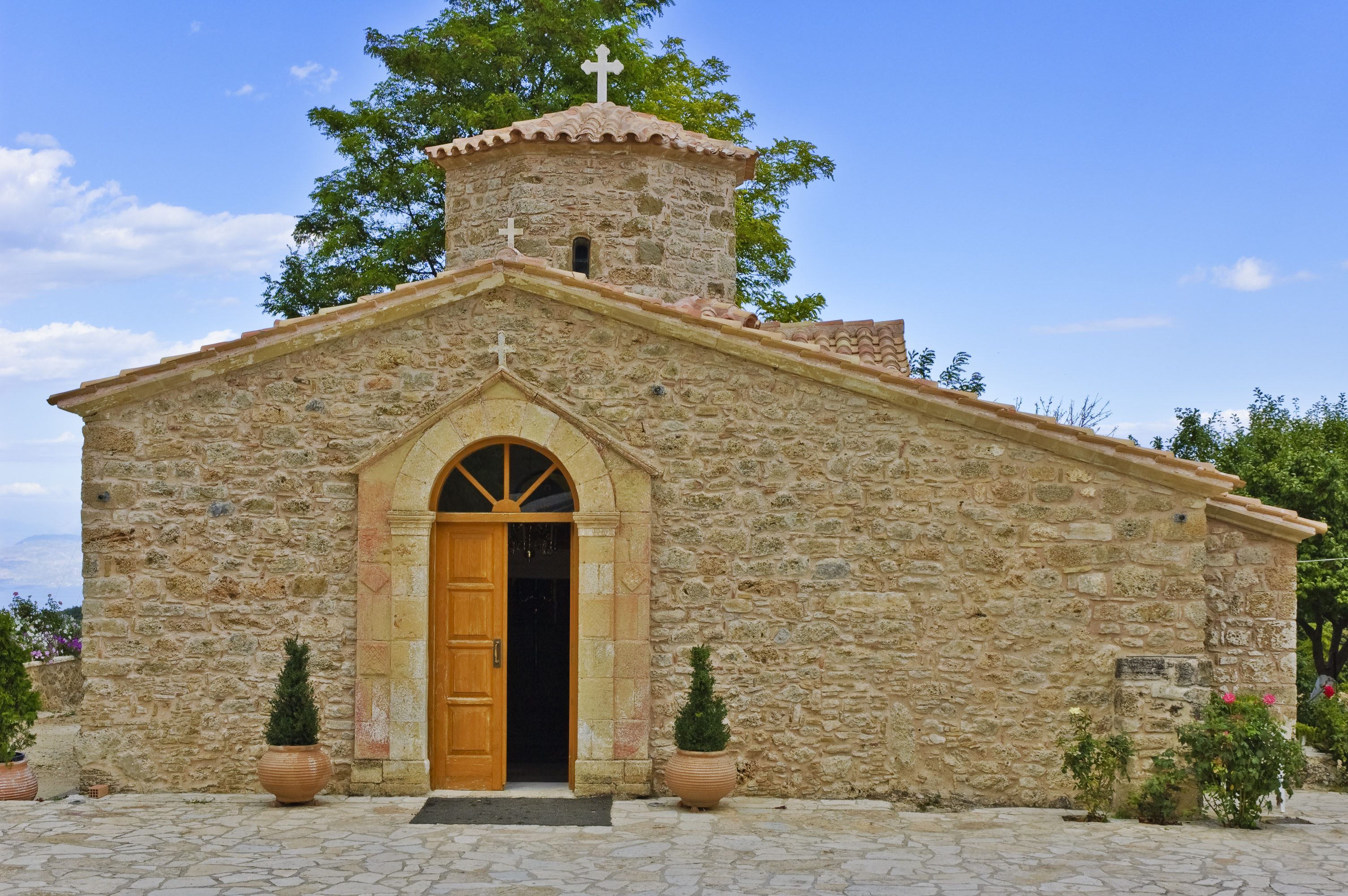
Kirche des Klosters Panagia Lechovas
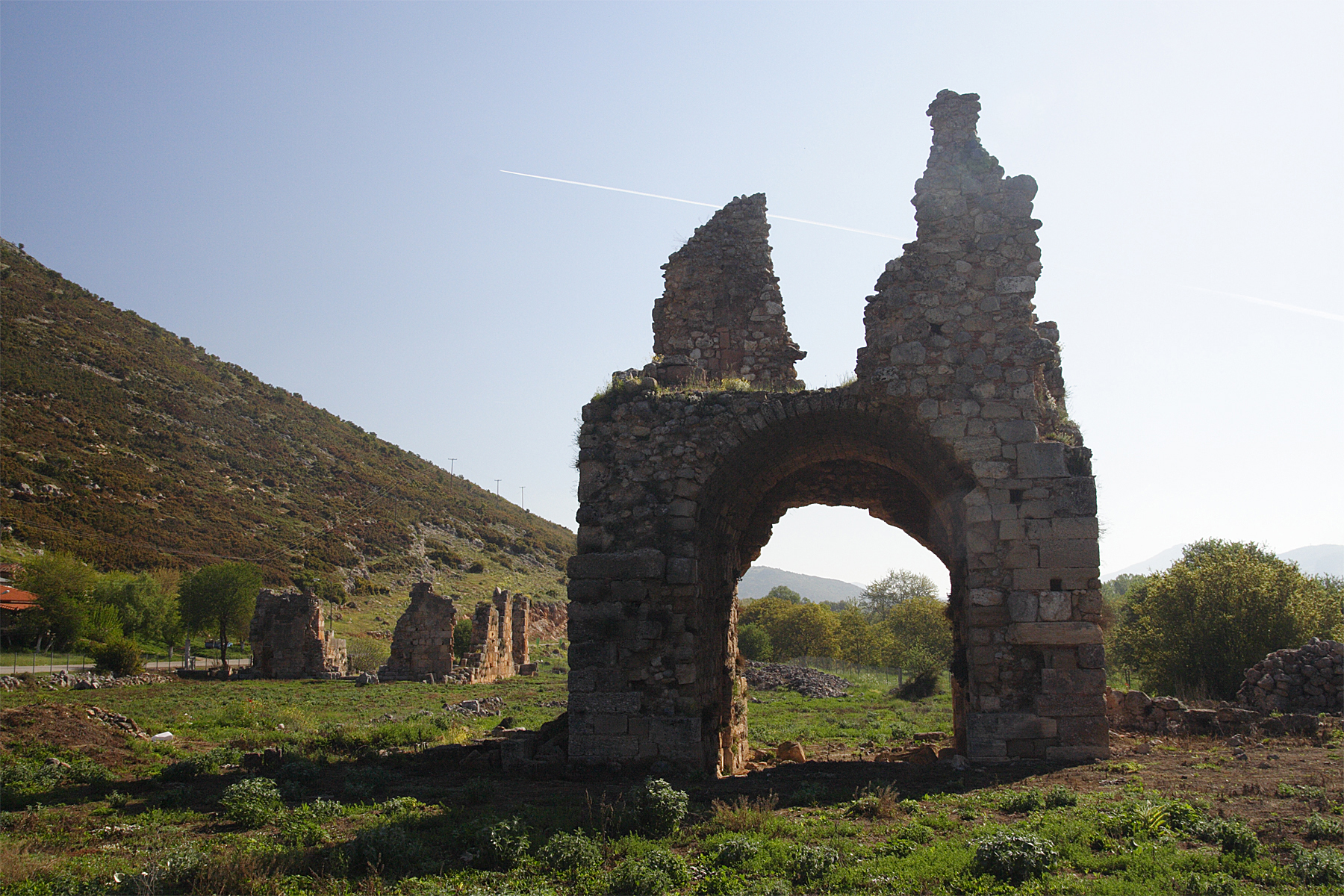
Reste eines Zisterzienserklosters in Stymfalia

## Wirtschaft und Infrastruktur
Mehr als die Hälfte des Einkommens der Gemeinde wird im Primärsektor erwirtschaftet: Vorherrschend ist der Obstbau (Wein, Rosinenproduktion, Oliven, Zitrusfrüchte u. a.), aber auch die Viehwirtschaft spielt eine Rolle. Zunehmend gewinnt der (vor allem inländische) Tourismus an Bedeutung; an der Küste befinden sich zahlreiche Ferienwohnungen. In der Sommerzeit verdreifacht sich so die Bevölkerung in den Küstenorten. Von touristischer Relevanz ist außerdem das Naturschutzgebiet Stymfalia, ferner die Reste des antiken Sikyon.
Am Ziria betreibt das Nationale Observatorium Athen ein Spiegelteleskop.
Kiato ist durch den S-Bahn-ähnlichen Proastiakos gut an den Ballungsraum Athen angebunden; die Fahrtzeit zum Athener Flughafen beträgt gut anderthalb Stunden. Die Verlängerung der Strecke ins rund 100 km westlich liegende Patras ist im Bau.
Parallel zu der Zugstrecke verläuft die griechische A 8, die zwischen Athen und Korinth bereits fertiggestellt ist. Von ihr zweigt in Korinth die A 7 ab, die den Osten und Süden der Peloponnes sowie die Argolis erschließt.

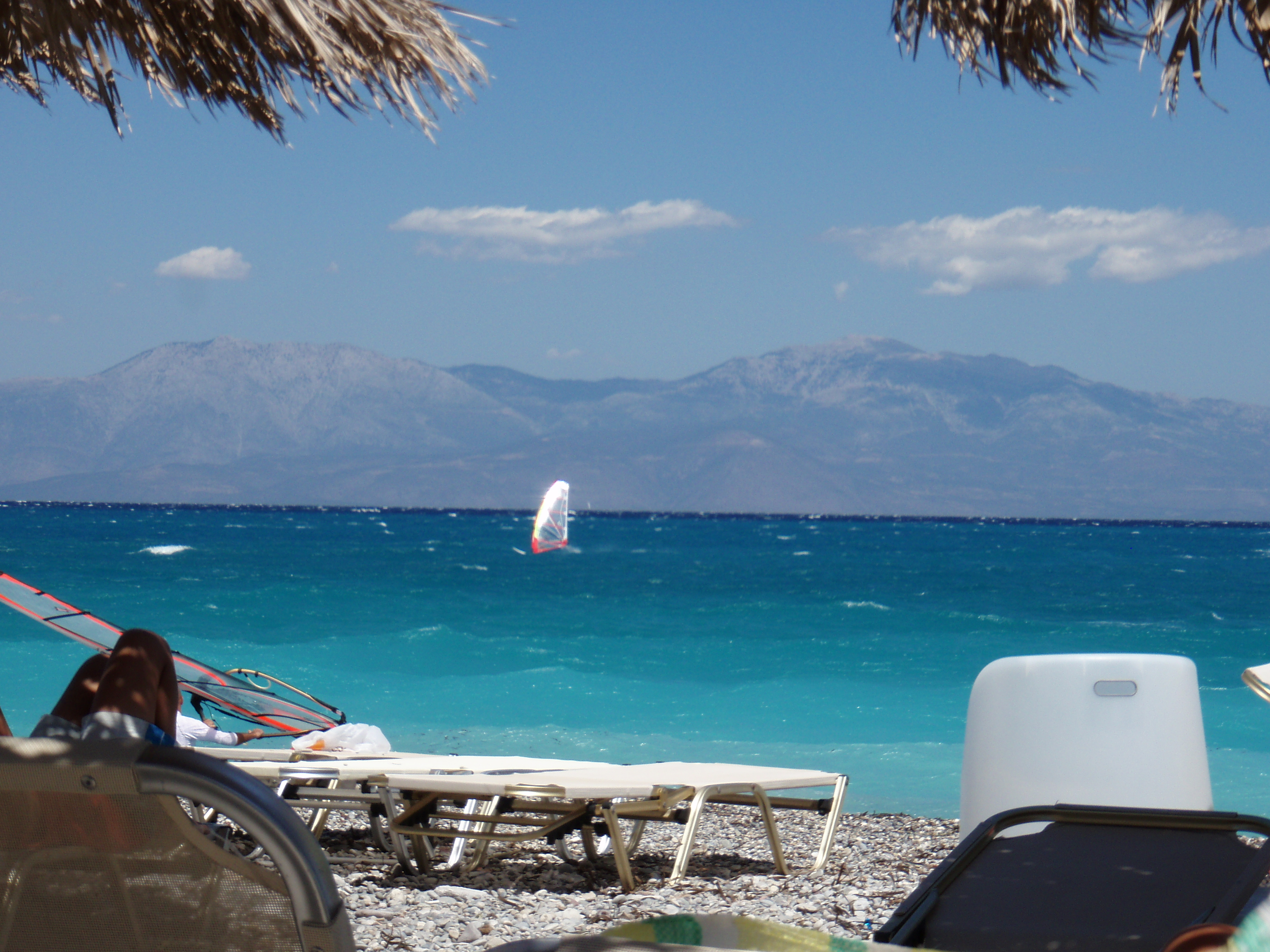
Strand von Kiato mit Blick über den Korinthischen Golf
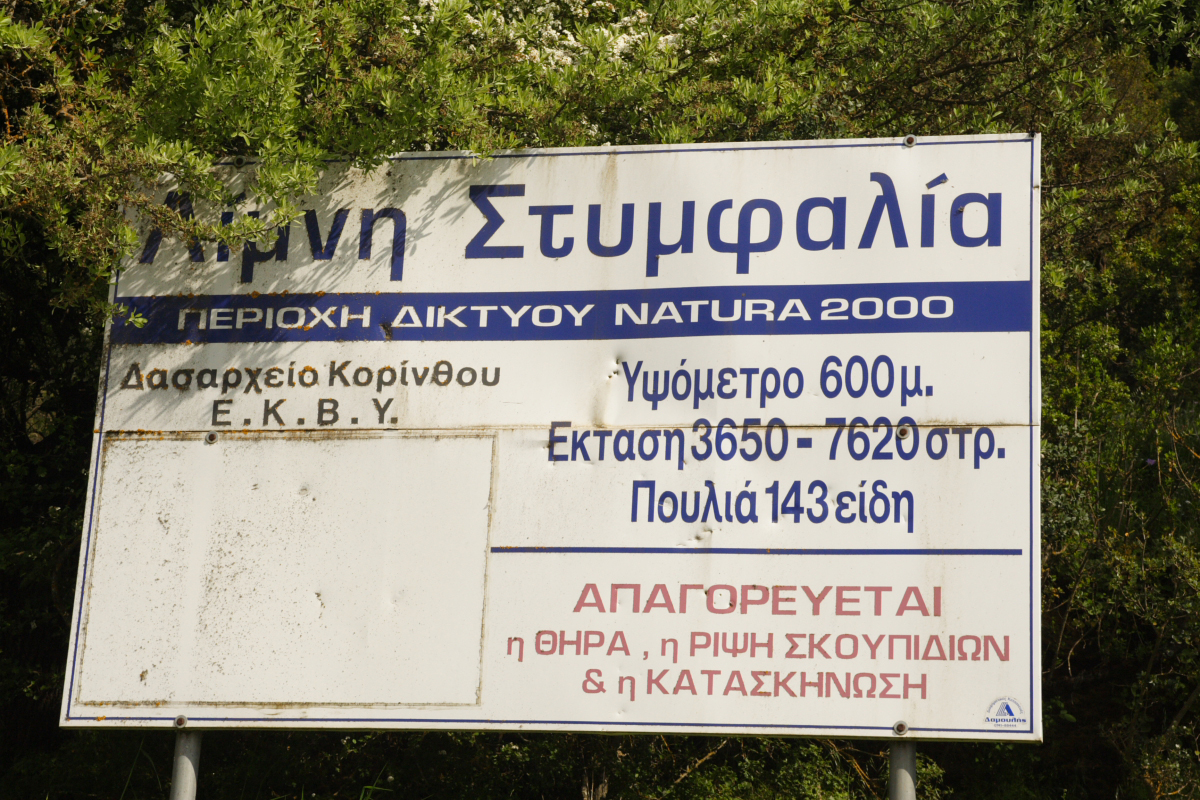
Schild am Natura-2000 Gebiet Stymfalia
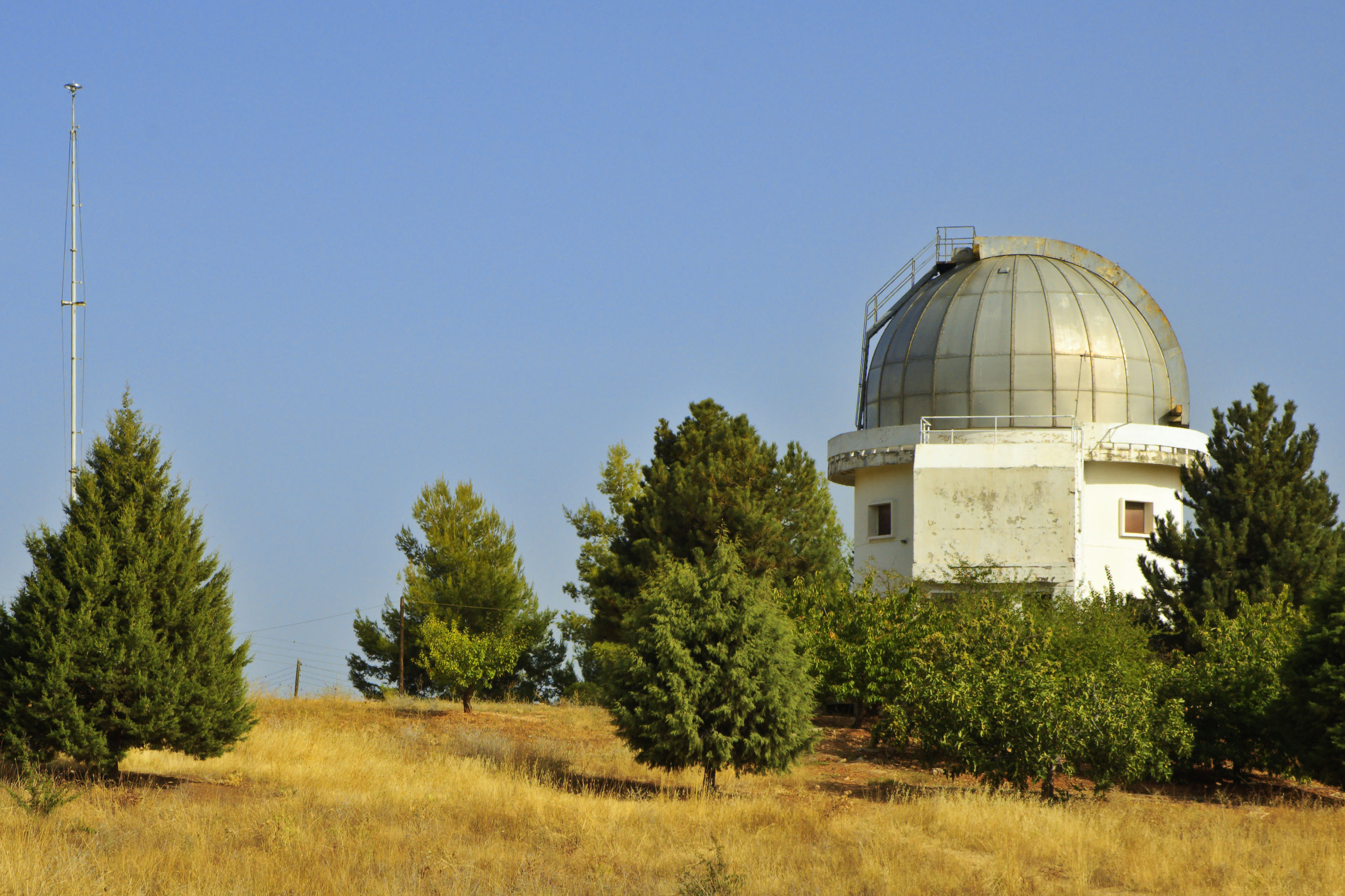
Observatorium am Ziria
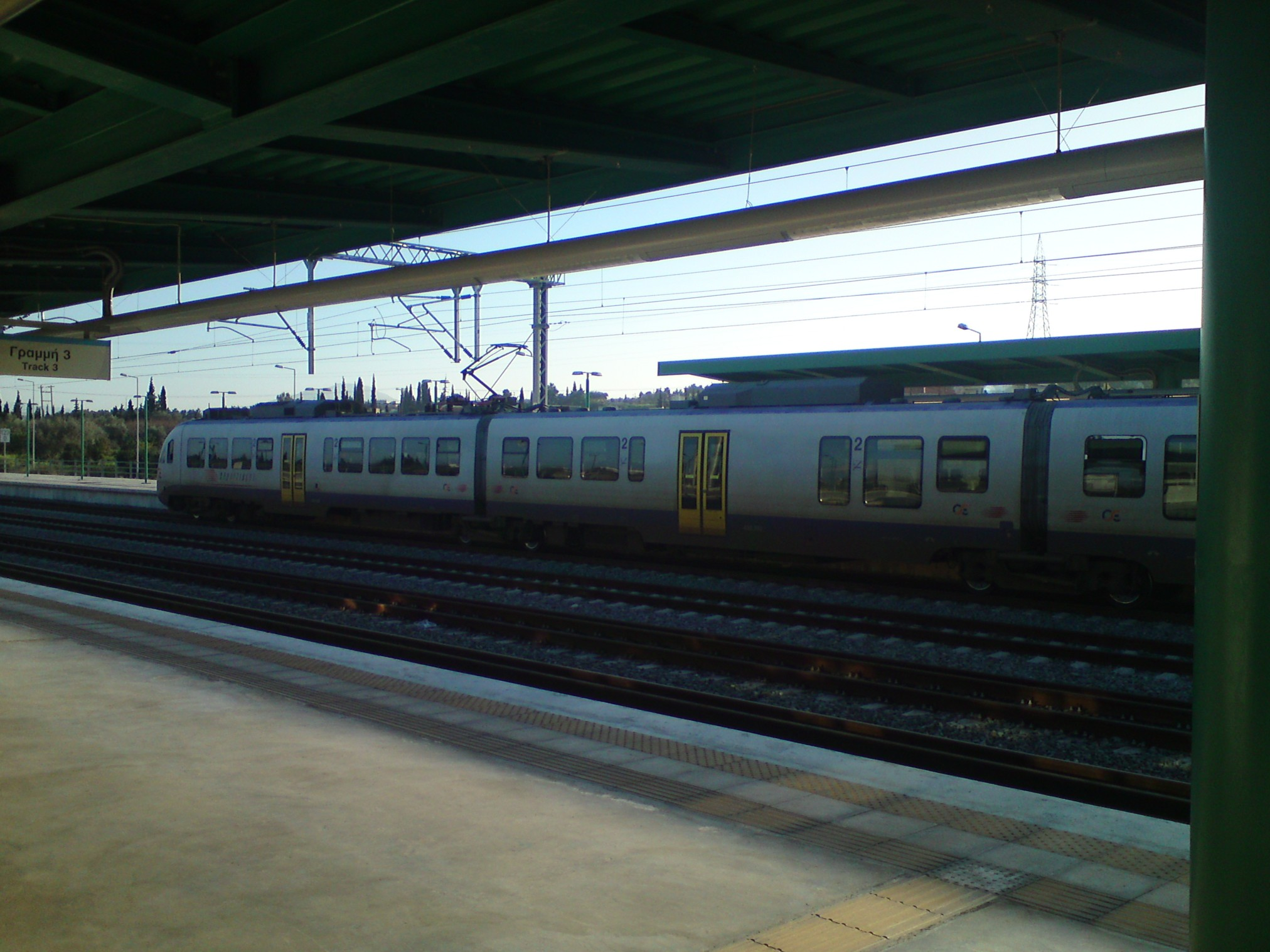
Proastikos-Station in Kiato

## Gemeindegliederung
Die bis 1997 bestehenden 16 Gemeinden haben seit 2011 des Status eines Stadtbezirks (Ez. gr. dimotiki kinotita) – nämlich Kiato – bzw. von Ortsgemeinschaften (topiki kinotita) und wählen je nach Einwohnerzahl einen Rat oder einen einzelnen Vertreter als Lokalvertretung. Die Einwohnerzahlen stammen aus dem Ergebnis der Volkszählung 2011.

Lage Feneos’

- Gemeindebezirk Feneos – Δημοτική Ενότητα Φενεού – 1.342
  - Ortsgemeinschaft Archea Feneos – Τοπική Κοινότητα Αρχαίας Φενεού – 276
    - Archea Feneos – Αρχαία Φενεός – 225
    - Vilia – Βίλια – 21
    - Iera Moni Agiou Georgiou Feneou – Ιερά Μονή Αγίου Γεωργίου Φενεού – 5
    - Louzi – Λούζι – 25

  - Ortsgemeinschaft Feneos – Τοπική Κοινότητα Φενεού – Φενεός – 87
  - Ortsgemeinschaft Goura – Τοπική Κοινότητα Γκούρας – Γκούρα – 231
  - Ortsgemeinschaft Kato Tarsos – Τοπική Κοινότητα Κάτω Ταρσού – 29
    - Ano Tarsos – Άνω Ταρσός – 16
    - Kato Tarsos – Κάτω Ταρσός – 13

  - Ortsgemeinschaft Mati – Τοπική Κοινότητα Ματίου – 194
    - Amygdalea – Αμυγδαλέα – 14
    - Mati – Μάτι – 180

  - Ortsgemeinschaft Mesino – Τοπική Κοινότητα Μεσινού – Μεσινό – 227
  - Ortsgemeinschaft Mosia – Τοπική Κοινότητα Μοσιάς – Μοσιά – 172
  - Ortsgemeinschaft Panorama – Τοπική Κοινότητα Πανοράματος – Πανόραμα – 67
  - Ortsgemeinschaft Steno – Τοπική Κοινότητα Στενού – Στενόν – 59

Lage Sikyonas

- Gemeindebezirk Sikyona-Kiato – Δημοτική Ενότητα Σικυωνίων-Κιάτου[2] – 19.025
  - Stadtbezirk Sikyona (Kiato) – Δημοτική Κοινότητα Σικυώνος – Κιάτο – 9.812
  - Ortsgemeinschaft Archea Sikyona-Vasiliko – Τοπική Κοινότητα Αρχαίας Σικυώνας-Βασιλικού[3] – Βασιλικό – 1.185
  - Ortsgemeinschaft Bozikas – Τοπική Κοινότητα Μποζικά – Μποζικάς – 249
  - Ortsgemeinschaft Diminio – Τοπική Κοινότητα Διμηνιού – 523
    - Diminio – Διμηνιό – 457
    - Paralia – Παραλία – 66

  - Ortsgemeinschaft Gonoussa (Gonousa) – Τοπική Κοινότητα Γονούσσης – Γονούσσα – 157
  - Ortsgemeinschaft Kato Diminio – Τοπική Κοινότητα Κάτω Διμηνιού – 1.245
    - Kato Diminio – Κάτω Διμηνιόν – 1.201
    - Kokkinia – Κοκκινιά – 44

  - Ortsgemeinschaft Klimendi – Τοπική Κοινότητα Κλημεντίου – Κλημέντι – 352
  - Ortsgemeinschaft Kryoneri – Τοπική Κοινότητα Κρυονερίου – Κρυονέρι – 868
  - Ortsgemeinschaft Laliotis – Τοπική Κοινότητα Λαλιώτου – Λαλιώτης – 372
  - Ortsgemeinschaft Megalos Valtos – Τοπική Κοινότητα Μεγάλου Βάλτου – 417
    - Megalos Valtos – Μέγας Βάλτος – 335
    - Valtseika – Βαλτσαίικα – 82

  - Ortsgemeinschaft Mikros Valtos – Τοπική Κοινότητα Μικρού Βάλτου – Μικρός Βάλτος – 235
  - Ortsgemeinschaft Moulki – Τοπική Κοινότητα Μουλκίου – 1.426
    - Dourvationa – Δουρβατιώνα – 137
    - Moulki – Μούλκι – 1.289

  - Ortsgemeinschaft Paradisi – Τοπική Κοινότητα Παραδεισίου – Παραδείσι – 100
  - Ortsgemeinschaft Pasio – Τοπική Κοινότητα Πασίου – Πάσιο – 1.298
  - Ortsgemeinschaft Souli – Τοπική Κοινότητα Σουλίου – Σούλι – 434
  - Ortsgemeinschaft Titani – Τοπική Κοινότητα Τιτάνης – Τιτάνη – 216
  - Ortsgemeinschaft Velina – Τοπική Κοινότητα Βελίνης – Βελίνα – 136

Lage Stymfalias

- Gemeindebezirk Stymfalia – Δημοτική Ενότητα Στυμφαλίας – 2.427
  - Ortsgemeinschaft Asprokambos – Τοπική Κοινότητα Ασπροκάμπου – Ασπρόκαμπος – 211
  - Ortsgemeinschaft Drosopigi – Τοπική Κοινότητα Δροσοπηγής – Δροσοπηγή – 65
  - Ortsgemeinschaft Kesario – Τοπική Κοινότητα Καισαρίου – Καισάριο – 497
  - Ortsgemeinschaft Kaliani – Τοπική Κοινότητα Καλιανών – Καλιανοί – 174
  - Ortsgemeinschaft Kastania – Τοπική Κοινότητα Καστανέας – 214
    - Karteri – Καρτέρι – 96
    - Kastania – Καστανιά – 107
    - Mikros Machalas – Μικρός Μαχαλάς – 11

  - Ortsgemeinschaft Kefalari – Τοπική Κοινότητα Κεφαλαρίου – Κεφαλάριον – 251
  - Ortsgemeinschaft Kyllini – Τοπική Κοινότητα Κυλλήνης – Κυλλήνη – 114
  - Ortsgemeinschaft Lafka – Τοπική Κοινότητα Λαύκας – Λαύκα – 362
  - Ortsgemeinschaft Psari – Τοπική Κοινότητα Ψαρίου – Ψάρι – 355
  - Ortsgemeinschaft Stymfalia – Τοπική Κοινότητα Στυμφαλίας – 184
    - Kionia – Κιόνια – 33
    - Stymfalia – Στυμφαλία – 151